# Szczodrów

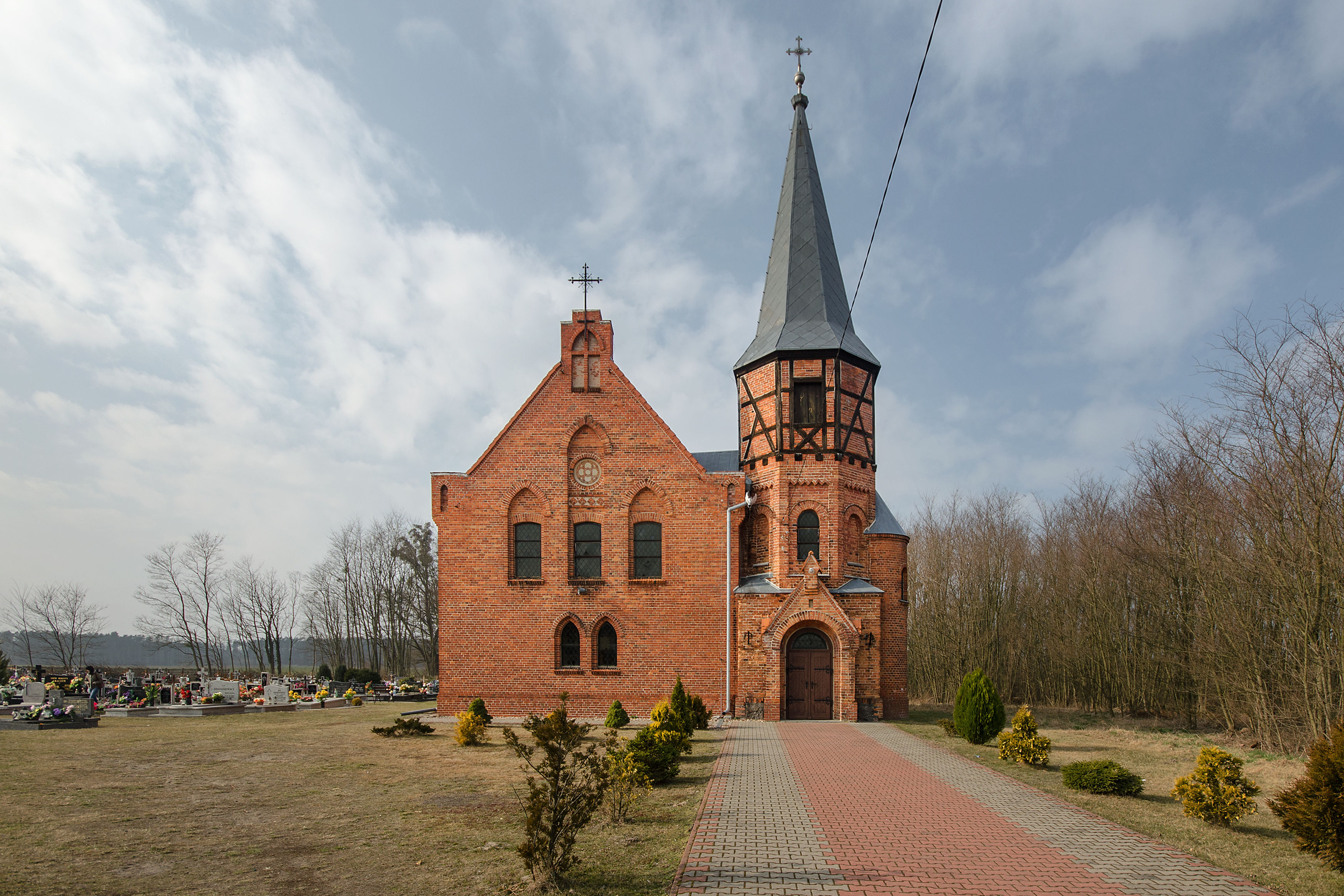
Kaplica cmentarna, dawny kościół ewangelicki

Szczodrów – wieś w Polsce położona w województwie dolnośląskim, w powiecie oleśnickim, w gminie Syców.

## Podział administracyjny
W latach 1975–1998 miejscowość administracyjnie należała do województwa kaliskiego.

## Nazwa
Według niemieckiego językoznawcy Heinricha Adamy’ego nazwa wywodzi się od polskiej nazwy szczodrość oznaczającej hojność. W swoim dziele o nazwach miejscowości na Śląsku wydanym w 1888 roku we Wrocławiu wymienia jako najstarszą zanotowaną nazwę Szczodrow podając jej znaczenie "Wohltäter" czyli w języku polskim "Dobroczyńca".
W alfabetycznym spisie miejscowości na terenie Śląska wydanym w 1830 roku we Wrocławiu przez Johanna Knie wieś występuje pod obecnie stosowaną, polską nazwą Szczodrow oraz niemiecką - Schollendorf.

## Zabytki
Do wojewódzkiego rejestru zabytków wpisane są:
- kościół parafialny pw. św. Andrzeja, drewniany o konstrukcji wieńcowo-zrębowej, z 1585 r., 1934 r. Wewnątrz rzeźbiony tryptyk z 1491[7]
- kościół ewangelicki, obecnie kaplica cmentarna rzymskokatolicka na cmentarzu leśnym, z pierwszej połowy XIX w., lata 1898-1899